# Marianna Gillespie
Pour les articles homonymes, voir Gillespie.
Marianna Gillespie, (née Krupnitskaya) le 20 juin 1990 à Moscou, est une apnéiste de compétition française d'origine russe. Détentrice d’un record du monde et six fois championne du monde, elle est la plus jeune vainqueure de la compétition Vertical Blue,. Elle a commencé l'apnée en 2012. 
Le 28 août 2021, elle établit, en monopalme poids constant, une plongée à -102 mètres, est devenu la première Française à dépasser la barre de -100 mètres en profondeur,. Elle est actuellement l'apnéiste française la plus profonde, détenant le record de France en poids constant monopalme à 103 mètres de profondeur.
Lors du Mondial d'apnée 2021, elle devient la première apnéiste française à être sacrée championne du monde sous l'égide de la Fédération internationale d'apnée (AIDA). 
En août 2022, elle bat le record du monde d'apnée en poids constant bi-palmes de l'AIDA en plongeant à -97 mètres lors des championnats du monde. Elle a remporté 2 médailles d'or lors des Championnats du Monde AIDA 2022.
Marianna Gillespie est l’une des apnéistes mondiale les plus décorées, la seule Française à avoir remporté deux médailles d’or lors du même championnat du monde. Elle détient actuellement tous les records de France d’apnée en profondeur, plusieurs records de France d'apnée en piscine et en record du monde en poids constant bi-palmes.